# Ockerbrust-Buschammer
Die Ockerbrust-Buschammer (Atlapetes semirufus) ist eine Vogelart aus der Familie der Neuweltammern (Passerellidae). Die Art hat ein großes Verbreitungsgebiet, das die südamerikanischen Länder Kolumbien und Venezuela umfasst. Der Bestand wird von der IUCN als nicht gefährdet (Least Concern) eingeschätzt.

## Merkmale
Die Ockerbrust-Buschammer erreicht eine Körperlänge von etwa 18 Zentimetern. Die Oberseite ist olivefarben. Der Kopf, die Kehle und die Brust sind rotorange. Der hintere Teil der Unterseite ist gelb. Die Seiten und die Unterschwanzdecken sind olivefarben.

## Verbreitung und Lebensraum
Die Art kommt in feuchten bis nassen Waldrändern sowie in xerophytisch geprägter Sekundärvegetation in Höhen zwischen 600 und 2700 Metern vor. Man findet sie häufiger in den Kordilleren, als in den Anden.

## Verhalten
Der Vogel ist eher ein ruhig und wenig auffälliger Zeitgenosse. Dabei sitzt er meist ruhig im Dickicht. Von Zeit zu Zeit verirrt er sich auch ins offene Gelände, zwitschert und balzt dabei relativ auffällig. Man kann ihn alleine, in Paaren oder kleinen Familienscharen entdecken. Dabei ernährt er sich von Beeren und Früchten. In den Morgenstunden kann man ihn am ehesten auch in den Büschen von Waldrändern beobachten. Nur gelegentlich folgt er anderen Vogelarten.

## Unterarten
Es sind sechs Unterarten beschrieben, die sich vor allem in ihrer Färbung und ihrem Verbreitungsgebiet unterscheiden:
- Atlapetes semirufus semirufus (Boissonneau, 1840)[3] - Nominatform. Kommt bei Páramo de Coachi vor.
- Atlapetes semirufus zimmeri Meyer de Schauensee, 1947[4] - Unterart unterscheidet sich von allen Formen durch den dunkleren, matten, graugrünen Rücken. Der Kopf und insbesondere die Brust sind wesentlich heller rötlich. Kommt an den Osthängen der Anden des Departamento de Boyacá am Rio Negro vor.
- Atlapetes semirufus majusculus Todd, 1919[5] - Ähnelt sehr der Nominatform ist aber etwas größer und durchwegs etwas heller. Präsent in von Peña Blanca im Departamento de Boyacá bis rein ins angrenzende Departamento Santander
- Atlapetes semirufus denisei (Hellmayr, 1911)[6] - Ähnelt sehr A. s. benedettii ist aber etwas dunkler. Kommt in den subtropischen Zonen im zentralen bis Nordosten Norden Venezuelas u. a. in Cumbre de Valencia vor. Vom Bundesstaat  Guárico bis Sucre und Monagas
- Atlapetes semirufus benedettii Phelps & Gilliard, 1941[7] - Kopfhaube ist sienafarben und wird nach hinten heller. Rücken, Bürzel und Oberschwanzdecken sind gelbolive. Vorkommen erstreckt sich vom Bundesstaat Lara bis Falcón.
- Atlapetes semirufus albigula Zimmer & Phelps, 1946[8] - Unterscheidet sich von allen anderen Unterarten durch Weiß in der Mitte im Kehlbereich und das weiße Kinn. Kommt bei Seboruco im Bundesstaat Táchira bis an den Maracaibo-See vor.

## Etymologie und Forschungsgeschichte
Die Erstbeschreibung der Schwarzbrust-Bergtangare erfolgte 1840 durch Auguste Boissonneau unter dem Namen Tanagra (Arremon) semirufus. Das Typusexemplar stammte aus einer Lieferung aus Santa Fé de Bogotá. 1831 führte Johann Georg Wagler die neue Gattung Atlapetes für die Rotkappen-Buschammer (Atlapetes pileatus Wagler, 1831) ein. Dieser Name setzt sich aus dem Titan Atlas und πετης,  πετομαι petēs, petomai für „Flieger, fliegen“ zusammen. Der Artepitheton kommt aus dem Lateinischen und setzt sich aus den Worten semi für halb und rufus für rötlich zusammen. Zimmeri ist John Todd Zimmer, denisei Louis Simon Denise (1863–1914) und benedettii Fulvio L. Benedetti (* 1919) gewidmet. Albigula ist ein lateinisches Wortgebilde aus albus für weiß und gularis, gula für -kehlig, Kehle.